# Ralph Labrosse
Ralph Labrosse (ur. 4 sierpnia 1958) – seszelski bokser, olimpijczyk.
Pochodził z dystryktu Les Mamelles. Wystąpił na Letnich Igrzyskach Olimpijskich 1984 w wadze lekkośredniej. W 1/32 finału miał wolny los. W pojedynku 1/16 finału pokonał niejednogłośnie na punkty Pierre’a Clavera Mellę z Kamerunu. W 1/8 finału przegrał niejednogłośnie na punkty, a jego pogromcą był Gnohere Sery z Wybrzeża Kości Słoniowej.